# Cantiere navale Camuffo
Il cantiere navale Camuffo, fondato nel 1438 a Candia (Creta) al tempo sotto il dominio della Serenissima Repubblica di Venezia, è il più antico cantiere navale al mondo con sede a Portogruaro, in provincia di Venezia.

## Il più antico cantiere navale al mondo
Dalla testimonianza delle fonti documentali, così come è stato presentato e confermato in numerose sedi proprie e competenti e in vari convegni internazionali, il cantiere Camuffo di Portogruaro, con le sue 18 ininterrotte e storiche  generazioni da padre in figlio di maestri d'ascia, armatori e protomastri, costruttori di ogni tipo di imbarcazioni in legno, è universalmente considerato il più antico cantiere navale del mondo.

## Storia
Dopo la caduta di Costantinopoli (1453) la situazione nell'Egeo divenne difficile in particolare per quei sudditi veneziani che si erano convertiti al cristianesimo; così diversi abitanti di Candia si trasferirono a Chioggia, maggior centro per le costruzioni navali mercantili e da pesca dell'Adriatico.
Nel 1470 si trova ben inserita nella comunità della cittadina veneta la terza generazione dei Camuffo con Nicolò (il capostipite, l'arabo convertito El Ham Mufti, aveva dato vita a un cantiere navale a Candia intorno al 1400), appartenente alla più antica corporazione di lavoratori del mare.
Nel 1515 Giovanni Camuffo, figlio di Nicolò, ottenne stabilmente dal comune, con pubblico incanto fatto e proclamato più e più volte nella piazza di Chioggia dal banditore, il terreno sul quale la famiglia costruiva le imbarcazioni ed aveva eretto un altro squero con tenza.
L'attività dei fratelli Camuffo divenne talmente importante che la contrada di Chioggia dove abitava la famiglia fu chiamata contrà Johannis (Giovanni) Camuffo.
Dal 1530 si trovano documenti che compongono la contemporanea attività di Antonio Camuffo quale armatore e costruttore navale.
Alla fine del '700, proprio sotto il primo governo napoleonico, Gaetano e Domenico Camuffo ottennero il permesso di bonificare un terreno per erigervi un nuovo squero, così come nel 1822 Giovanni Battista Camuffo ottenne, per lo stesso scopo un'altra concessione di terreno.
Tra il XV e il XIX secolo quindi tutti i tipi di imbarcazioni in legno, burchi, burchielle, bragagne, bragozetti, marciliane, caorline, sandoli, pupparini, tartane, topi, trabaccoli e pieleghi, per i più diversi usi - mercantile, pesca o svago - sono stati costruiti a Chioggia dai protomastri Camuffo, armatori, calafati e squerarioli, e queste imbarcazioni solcarono tutto l'Adriatico, spingendosi fino ad Odessa, in Mar Nero.
Nel 1840 Francesco Luigi Camuffo, ormai abile nel mestiere, ma chiuso nella successione alle proprietà dello squero di famiglia, con l'appoggio della stessa e dimostrando grande carattere imprenditoriale, si trasferì dove vi erano richieste di nuove imbarcazioni.
Egli scelse quindi come base per operare Portogruaro, ex dogana della Serenissima, punto di partenza per le attività commerciali del retroterra, che si congiungevano via mare tramite il fiume Lemene.
Lì impiantò una solida attività cantieristica producendo le classiche imbarcazioni tradizionali chioggiotte, adatte alle esigenze del luogo, caratterizzato da canali e lagune, e creò anche una flottiglia di imbarcazioni da lavoro da mettere a noleggio, soprattutto per la raccolta e il trasporto dello strame; fu anche l'inventore del locale diporto nautico, realizzando e noleggiando gondolini, sandoli, pupparini per il paesaggio domenicale.
Così i Camuffo, noti come "quei de le barche", a cavallo dei due secoli, divennero i fornitori esclusivi anche di tutti i consorzi di bonifica che operarono nel basso Veneto e nel Friuli per la realizzazione della famosa idrovia Litoranea Veneta, che consentì la navigazione interna di merci e passeggeri dal Po a Punta Sdobba.
Nel 1912 Luigi Camuffo junior, chiamato a svolgere il servizio militare a Venezia nel Corpo dei Lagunari, fu invitato a lavorare nei diversi squeri veneti. Dopo il secondo conflitto mondiale, con la scomparsa di Luigi junior, l'azienda passò ai figli, i fratelli Marco e Giacomo Camuffo.